# Niva kraftverk 1
Niva kraftverk 1 (ryska: Нива ГЭС-1) är ett ryskt vattenkraftverk i Niva i Murmansk oblast, Ryssland.
Bygget startade 1950 och kraftverket invigdes 1952. Det ägs och drivs av det ryska energiföretaget TGK-1, ett dotterbolag till Kolskenergo (Kola energi).
Niva kraftverk 1 utnyttjar ett fall på 11,5 meter i älven. Det har två Kaplanturbin med en installerad effekt av totalt 24,9 MW.